# Petru Iluț
Petru Iluț este sociolog, profesor la catedra de Sociologie a Universității Babes Bolyai din Cluj Napoca. 

## Date biografice
Profesorul Iluț este printre puținii sociologi români preocupați de problematica de gen. A publicat mult în zona sociologiei calitative ("Abordarea calitativă a socioumanului", 1997). În cartea sa "Iluzia localismului și localizarea iluziei" (Polirom, 2000) autorul dedică un întreg capitol problematicii de gen (cap 6: Diferențe psihosociale bărbat-femeie. Problematica gender). Traducând conceptul de gen prin “asimetria rolurilor de sex” profesorul Iluț abordează sintetic principalele teme legate de problematica rolurilor și stereotipurilor de gen considerând că în literatura de specialitate (sociologia feministă americană în special) se întâlnește o abordare pro feminină a poblematicii de gen. 